# Бутелези, Мангосуту
Мангосу́ту «Га́ча» Бутеле́зи (зулу Mangosuthu "Gatsha" Buthelezi; 27 августа 1928, Махлабатини, Наталь, ЮАС — 9 сентября 2023, Улунди, Квазулу-Натал) — южноафриканский правый политик и государственный деятель, племенной вождь зулу. Во времена апартеида — глава бантустана Квазулу. Активный антикоммунист, противник ЮАКП и АНК. После ликвидации апартеида — министр внутренних дел ЮАР в 1994—2004. Основатель и бессменный лидер зулусской консервативно-популистской Партии свободы Инката.

## Зулусская аристократия. Происхождение и образование
По рождению Мангосуту Бутелези принадлежит к этнической аристократии зулу. Его отец — Матоле Бутелези — был племенным вождём, мать — Магого каДинизулу — сестрой короля зулусов Соломона каДинузулу. В 25-летнем возрасте Мангосуту Бутелези принял титул зулусского вождя, четыре года спустя стал полноправным главой зулусского племени бутулези.
В 1943 году окончил начальную школу в городе Нонгома (Зулуленд). Среднее образование получил в Адамс-колледже христианской миссии (Аманзимтоти, близ Дурбана). В 1948—1950 обучался на искусствоведа в Университете Форт-Хэйр в (Элис), имел степень бакалавра искусств. Был отчислен за участие в студенческих акциях против генерал-губернатора ЮАС ван Зила. Завершил высшее образование в Университете Натал, по специальности историк.
В 1951—1952 годах работал референтом и переводчиком в «администрации банту» Дурбана и Коули. Был сотрудником в предпринимательских структурах.

## Период апартеида. В администрации зулу
В студенческие годы Мангосуту Бутелези выступал как противник апартеида, состоял в Молодёжной лиге Африканского национального конгресса (АНК). Был близок с такими деятелями, как Оливер Тамбо и Роберт Мугабе. Однако уже тогда отмечались серьёзные расхождения Бутелези с активистами АНК. Бутелези придерживался однозначных антикоммунистических позиций, тогда как АНК был склонен к альянсу с ЮАКП и ориентации на СССР.
Мангосуту Бутелези принадлежал к элите чернокожего населения ЮАР. Он оставался противником апартеида, но считал возможным и допустимым сотрудничество с властями. В приоритет Бутелези ставил не столько достижение расового равноправия в общенациональном масштабе, сколько отстаивание зулусских этноплеменных интересов. Исходя из этого, он занимал ряд административных постов при режиме апартеида.
В 1968 Бутелези возглавил региональную администрацию Машонангашони. C 1970 по 1972 — главный исполнительный директор территориального самоуправления управления в Нонгоме (эта должность принципиально важна для зулусской иерархии, поскольку в данном городе расположена резиденция короля зулусов). В 1972—1976 — главный исполнительный советник бантустана Квазулу.
С 1976 года Мангосуту Бутелези являлся главным министром Квазулу. Занимал этот пост (одновременно с руководством племенной администрацией) до ликвидации апартеида в 1994 году.
Наряду с должностями в административных структурах, Мангосуту Бутелези являлся канцлером Института промышленного образования (1971—1977) и Зулулендского университета (1979—2001).

## Политическая активность в 1970-е
Традиционный авторитет вождя, прочные административные позиции, высокая популярность среди зулусов позволили Мангосуту Бутелези в середине 1970-х годов возобновить активную общественно-политическую деятельность.

### Соавтор Махлабатинской декларации
4 января 1974 года вместе с адвокатом Гарри Шварцем, представителем белой либеральной оппозиции, Бутелези подписал Махлабатинскую декларацию веры. Декларация стала первым в истории ЮАР совместным документом белых и чёрных политиков.
Махлабатинская декларация веры (город Махлабатини — малая родина Мангосуту Бутелези) предложила пять принципов межрасового мира и конституционного развития ЮАР: исключительно мирный путь общественных перемен; экономическое и образовательное равноправие всех жителей Южной Африки; налаживание политического диалога всех общественных групп страны; федерализация ЮАР; принятие Билля о правах, гарантирующего защиту «понятий естественной справедливости» и «культурной идентичности различных групп народа Южной Африки». Последние два пункта чётко отражали преимущественную ориентацию Бутелези на зулусские интересы и ценности.
Для того времени в ЮАР тезисы Махлабатинской декларации были далеко идущими. Призыв Бутелези—Шварца поддержали некоторые руководители бантустанов и представители англоязычной части белой общины. Однако для радикальных противников апартеида, прежде всего АНК, была неприемлема умеренность Декларации. С другой стороны, Декларацию отвергли радикальные африканерские националисты из правящей Национальной партии. В выступлении премьер-министра Балтазара Форстера звучало откровенное раздражение. Он посчитал нужным заявить, что «вождь Бутелези не является единственным представителем зулусов».

### Основатель партии Инката
21 марта 1975 года Мангосуту Бутелези основал Партию свободы Инката (первоначально в форме Национально-культурного освободительного движения Инката). Партия подчёркивала приверженность традиционным зулусским ценностям, выступала за максимальное самоуправление зулу, занимала консервативно-популистские и антикоммунистические позиции.
Кроме того, Инката поддерживала своего основателя в подспудном противоборстве с королём Гудвиллом Звелитини каБекузулу — единственным зулусским лидером, чей авторитет сопоставим с влиянием Бутелези. Король воздерживался от каких-либо оппозиционных выступлений и потому пользовался большим, чем Бутелези благоволением властей Претории.
Первые годы существования Инката считалась скорее союзником АНК. Однако к 1979 противоречия между двумя партиями стали непримиримо враждебными. Бутелези категорически осуждал подпольные и вооружённые методы борьбы АНК и Умконто ве сизве. Со своей стороны, радикалы обвиняли главного министра Квазулу в сговоре с правительством апартеида и сотрудничестве с госбезопасностью ЮАР.

## Управление Квазулу в 1980-е
Серьёзный конфликт Мангосуту Бутелези с властями ЮАР произошёл в 1982 году. Правительство Питера Боты планировало передать Свазиленду часть зулусского района Умкханьякуде с городом Ингвавума. Администрация Квазулу во главе с Бутелези опротестовало это решение в суде и добилось вердикта в свою пользу. Суд признал, что территориальные изменения не могут совершаться без согласия жителей данной местности.
Бутелези ставится в заслугу интенсивное социально-экономическое развитие региона в 1980-е годы. Оно в значительной степени дало эффект для нынешнего Квазулу-Натал. Была создана сеть училищ для педагогов и медиков. По инициативе Бутелези и при спонсорской помощи его личного друга президента De Beers Гарри Оппенгеймера на окраине Дурбана был учреждён Mangosuthu Technikon — Технологический университет Мангосуту. Было организовано высшее техническое обучение молодых зулусов из малоимущих и неблагополучных семей.

## Демонтаж апартеида. Лидер правой оппозиции
К концу 1980-х стало очевидным, что предстоящий демонтаж прежней социально-политической системы ЮАР примет жёсткие конфронтационные формы. В 1989—1993 предельно обострились отношения между Инкатой и АНК. Зулусы воспринимали перспективу прихода к власти АНК как будущую диктатуру коса и коммунистов. Бутелези и его сторонники решили не допустить такого развития событий. В белой общине ЮАР появилась поговорка: «Пессимист учит коса, оптимист учит зулу» — отражающая предпочтение, отдаваемое правому консерватору Мангосуту Бутелези перед Нельсоном Манделой с его коммунистическими союзниками и просоциалистической программой.
В Инкате были созданы вооружённые формирования из местного ополчения Квазулу и зулусских рабочих Трансвааля. Мангосуту Бутелези лично участвовал в маршах и иных акциях боевиков Инкаты. Между активистами Инкаты и АНК происходили кровопролитные столкновения. Руководство АНК требовало от президента де Клерка применить армию против Инкаты.
В этот период Мангосуту Бутелези выдвинулся на роль лидера всех правых сил ЮАР, противостоявших альянсу АНК—ЮАКП. Министр обороны Магнус Малан и его единомышленники рассчитывали опереться на массовое антикоммунистическое движение зулу. Боевики Инкаты вооружались с армейских складов и тренировались на специальных базах армейскими инструкторами. На сотрудничество с Бутелези вынуждены были пойти даже организации откровенных белых расистов — Движение сопротивления африканеров Эжена Тербланша и Консервативная партия Андриса Треурнихта.
Инката предполагала бойкотировать первые многорасовые выборы весны 1994 года. Однако де Клерк и Мандела убедили принять в них участие — в противном случае они расширили бы прерогативы короля Звелитини каБекузулу, что подрывало позиции Бутелези. Результат Инкаты оказался довольно скромным — немногим более 10 % (сыграло роль позднее решение участвовать в голосовании). Победу партия Бутелези одержала только в зулусской провинции Квазулу-Натал. Сам Бутелези был избран и до конца жизни оставался депутатом Национальной ассамблеи ЮАР.

## Член правительства. После отставки
Первый президент многорасовой ЮАР Нельсон Мандела приложил усилия для поддержания гражданского мира. Одним из компромиссных шагов стало назначение Мангосуту Бутелези министром внутренних дел в правительстве национального единства. Этот пост Бутелези сохранил и при следующем президенте Табо Мбеки. Он оставался главой МВД ЮАР в течение десятилетия.
Отставка Бутелези состоялась незадолго до выборов 2004 года из-за разногласий с президентом Мбеки по вопросам миграционной политики — Бутелези выступал за ограничение иммиграции в ЮАР. Мбеки предложил Бутелези должность в президентском аппарате, но тот отказался, предпочитая контроль над администрацией Квазулу-Натал.
В 2014 году Инката потерпела поражение на выборах в законодательную ассамблею провинции. Большинство получил АНК, сформировавший провинциальную администрацию. Усилилось также влияние короля. Однако Мангосуту Бутелези сохраняет серьёзное влияние как лидер Инкаты и председатель собрания племенных вождей зулу. В последние годы он сосредоточился на образовательных и медицинских программах.
При опросе 2004 года Мангосуту Бутелези занял 15-е место в перечне «100 великих южноафриканцев» — наивысший результат из действовавших на тот момент южноафриканских политиков.

## Последние годы
С 2019 года, после 44-летнего лидерства, Мангосуту Бутелези оставил руководство партией Инката (его сменил многолетний сподвижник Веленкосини Хлабиса. Бутелези активно включился в дела королевской семьи зулу. После смерти Гудвилла Звелитини престолонаследие Мисузулу Зулу состоялось при участии Бутелези. Его роль вызывала недовльство других влиятельных принцев.
В начале августа 2023 Мангосуту Бутелези был срочно госпитализирован и месяц провёл в больнице. Умер через неделю после выписки в возрасте 95 лет. Президент ЮАР Сирил Рамафоса назвал его «грозным вождём» и отметил заслуги Бутелези в мирном переходе к многорасовой демократии.

## Семья
В 1952 году Мангосуту Бутелези женился на Ирене Мзила. В браке имел семерых детей.
Один из сыновей Мангосуту Бутелези — Нелисузулу Бенедикт Бутелези — с женой Мандиси Сибукаконке в 2004 году скончались от СПИДа.
Племянница Мангосуту Бутелези — Филисиве Бутелези — возглавляет Национальный фонд занятости. Политически она является сторонницей АНК.

## Интересные факты
В фильме «Зулусы» 1964 года Мангосуту Бутелези исполнил роль своего прадеда по материнской линии, короля зулусов Кечвайо.
В 1993 году Мангосуту Бутелези поставил мировой рекорд продолжительности публичной речи. Он выступал в законодательной ассамблее Квазулу с 12-го по 29 марта.

## Известные высказывания
У нас есть своя история, свой язык, своя культура. Но наша судьба связана с судьбами других народов. История всех нас сделала южноафриканцами.
Все наши предки строили Южную Африку. Но это не значит, что я перед кем-то виноват в том, что родился зулусом.
Пока здесь есть народ зулу, у меня есть роль в стране.
Я отказался от вооружённой борьбы, потому что я христианин. Мой выбор — борьба ненасильственная и мирная. Но народ проявляет собственную инициативу. Потому что здесь сложилась ливанская ситуация.
Мои люди были втянуты в насилие, потому что защищались.
Другие могут раз за разом обещать и забывать об этом после выборов. Мы так не поступим.
Инката делает то, что проповедует.
Мы договорились работать вместе при всём различии идеологий. Но настояли на одном — отвержении расизма и дискриминации.
Я всегда верил в мирный диалог. Моя политика заключалась в том, чтобы говорить с каждым.
СПИД — главная проблема, главное бедствие страны. Нужно делать что-то конкретное.
Я не из тех, кто вещает. Я не сценарист и не пророк.
Благословенна Южная Африка, у которой есть такие мужчины и женщины, как вы.

## Награды
- Национальный орден «За заслуги» (Франция)
- Рыцарь-командор ордена Звезды Африки (Либерия)

## Почётные учёные степени
- Почётный доктор права Университета Зулуленда (1976 год)
- Почётный доктор права Кейптаунского университета (1978 год)
- Почётный доктор права Университета Тампа (Флорида, США, 1985 год)
- Почётный доктор гуманитарных наук Университеа Лос-Анджелеса (США, 1989 год)